# 금호역 (영천)
금호역(Geumho station, 琴湖驛)은 경상북도 영천시 금호읍 덕성리에 위치한 대구선의 철도역이다.
금호읍의 중심지에 있으나, 주변 인구에 비해 이용객이 저조하여 2007년에 영업을 중단하였다.

## 역사
- 1918년 7월 18일 : 보통역으로 영업 개시[1]
- 1940년 7월 1일 : 현 역사 완공
- 2007년 6월 1일 : 여객 취급 중지 및 무배치간이역으로 격하
- 2007년 11월 1일 : 화물 취급 중지
- 2017년 9월 8일 : 하양 ~ 영천 구간 운행선을 개량선으로 변경
- 2019년 12월 : 금호 ~ 영천 구간 복선화 완료

## 특이 사항
- 2003년 2월 18일 대구 지하철 화재 참사 당시 많은 사상자를 낸 1080열차에 승차 중이던 권춘섭 금호역장(당시)은 출입문 비상 개방 장치를 취급하고 주위의 승객들을 대피시켜 인명 피해를 줄이는 데 공헌하였다.